# 2. század

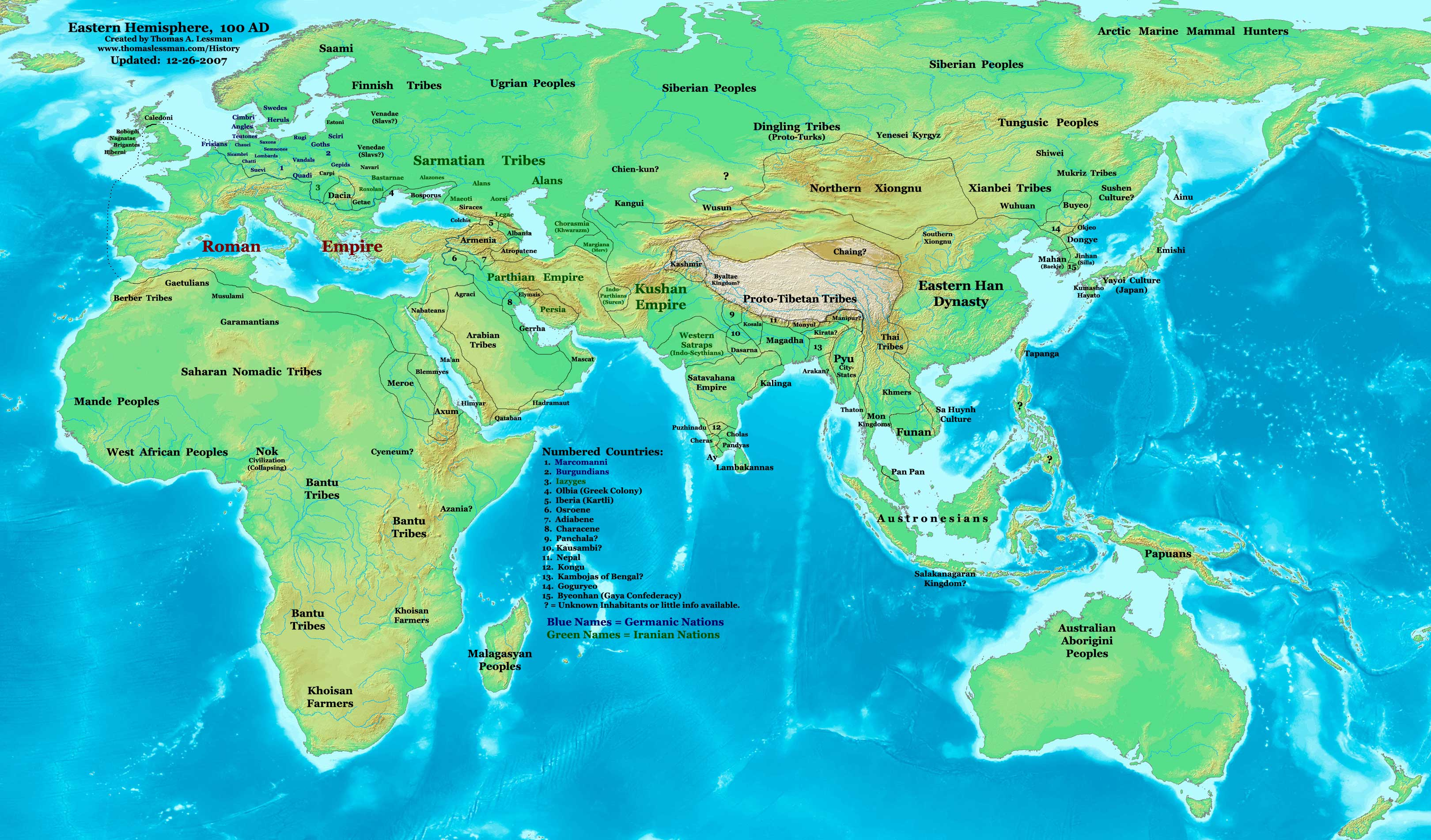
A világ keleti fele a 2. század elején (angol nyelvű)

A 2. század az időszámításunk szerinti 101–200 közötti éveket foglalja magába.

## Események

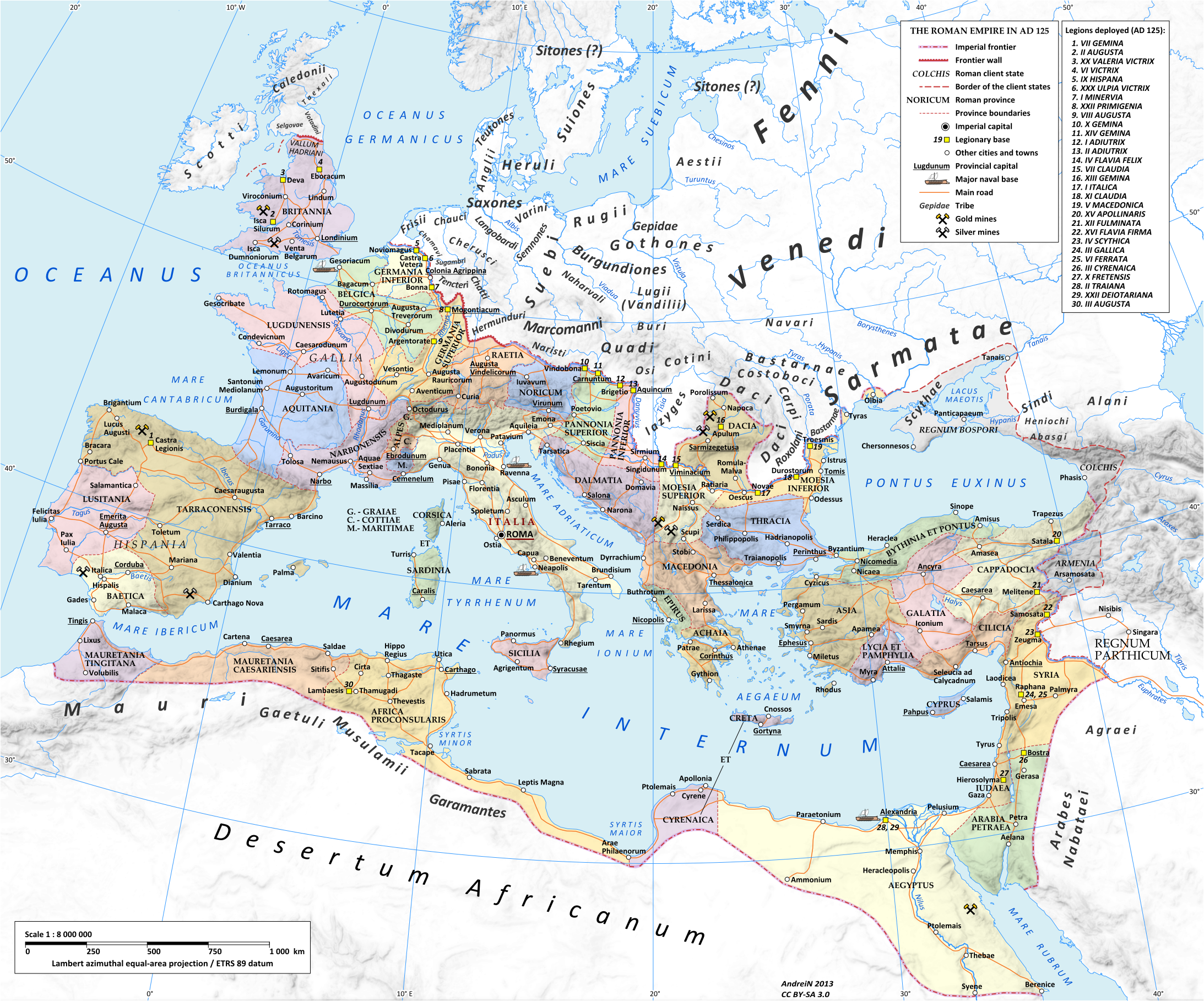
A Római Birodalom provinciái és főbb városai 125-ben

### A Római-Birodalom és Európa
- A Római Birodalom a 110-es években eléri legnagyobb kiterjedését. 
  - 98–180: A Birodalmat kiváló császárok igazgatják: Traianus, Hadrianus, Antoninus Pius, Marcus Aurelius
- 98–117: Traianus császár, az utolsó római hódító. Decebal dák király legyőzésével meghódítja a mai Románia nagy részét (→ Dacia), bekebelezi a nabateus királyságot (→ Arabia Petraea), legyőzi a parthusokat, és elfoglalja Mezopotámiát a Perzsa-öbölig.
- 101–106: Háború a dákok ellen
- 113–117: A zsidók felkelése Egyiptomban, Kirenaikában és Cipruson
- 117: Hadrianus feladja a Traianus által meghódított Armenia, Mezopotámia és Asszíria provinciákat
- 122–132: Britanniában kiépül Hadrianus fala
- 132–135: Bar Kohba-féle zsidó lázadás
- 145–152: Felkelés Mauretaniában és a görög Achaea-ban (152)
- 161–166: Parthus háborúk
- 166–180: Markomann háborúk
- 193–197: Polgárháború
- 194–199: Parthus háborúk

### Ázsia
- 100 körül: Az Indus völgyében és a mai Afganisztánban a szakák uralmának helyébe a kusánok birodalma lép (→ Kusán Birodalom).
- Han-dinasztia Kínában (i. e. 206 – i. sz. 220)
  - 184–185: A "sárga turbánosok" taoista szektájának parasztfelkelése megrendíti a Han-dinasztia uralmát
- A Hiungnu Birodalom bukása Belső-Ázsiában

## Híresebb személyek

### Uralkodó
- Traianus római császár
- Septimius Severus, római császár
- Commodus, római császár
- Marcus Aurelius római császár és filozófus

### Vallás
- Markión (75 – 145) hitszónok (→ markioniták)
- Szent Iréneusz (115/150 – 202/203), görög nyelvű ókeresztény író, püspök, az egyházatyák egyike
- Tertullianus (160 – 225), a korai keresztény egyház egyik legfontosabb személyisége

### Egyéb
- Galénosz (129 – 201), római orvos, filozófus
- Caj Lun, kínai feltaláló
- Hua Tuo, az érzéstelenítés feltalálója (lásd: hagyományos kínai orvoslás)
- Ptolemaiosz (85/90 – 168), görög csillagász
- Hszü Sen (58 - 147), kínai nyelvész, filológus
- Csang Heng (78 - 139), kínai tudós, csillagász, matematikus

## Felfedezések, fejlesztések
- Caj Lun feltalálja a papírt – kb. 105-ben
- Ptolemaiosz megszerkeszti a szabad szemmel látható csillagok katalógusát.
- Csang Heng feltalálja a szeizmográfot

## Kultúra, vallás

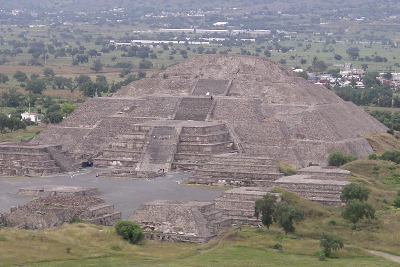
Teotihuacan Hold-piramisa Közép-Amerikában

### Kereszténység
- Az eddig jelentéktelen szerepet betöltő püspökök döntő szerephez jutnak az irányításban
- A Mária-tisztelet legkezdetibb nyomai elkezdenek megjelenni

### Buddhizmus
- A Kusán Birodalom uralkodói a buddhizmust követik és elősegítik e vallás terjedését Belső-Ázsiában.
- A buddhizmus eléri Indonéziát (→ Buddhizmus Indonéziában)
- Az indiai Száncsi Nagy Sztúpájának építése

### Közép-Amerika
- Teotihuacan

## Évtizedek és évek
Megjegyzés: A második század előtti és utáni évek dőlt betűvel írva.
| 90-es évek  | 90  | 91  | 92  | 93  | 94  | 95  | 96  | 97  | 98  | 99  |
| 100-as évek | 100 | 101 | 102 | 103 | 104 | 105 | 106 | 107 | 108 | 109 |
| 110-es évek | 110 | 111 | 112 | 113 | 114 | 115 | 116 | 117 | 118 | 119 |
| 120-as évek | 120 | 121 | 122 | 123 | 124 | 125 | 126 | 127 | 128 | 129 |
| 130-as évek | 130 | 131 | 132 | 133 | 134 | 135 | 136 | 137 | 138 | 139 |
| 140-es évek | 140 | 141 | 142 | 143 | 144 | 145 | 146 | 147 | 148 | 149 |
| 150-es évek | 150 | 151 | 152 | 153 | 154 | 155 | 156 | 157 | 158 | 159 |
| 160-as évek | 160 | 161 | 162 | 163 | 164 | 165 | 166 | 167 | 168 | 169 |
| 170-es évek | 170 | 171 | 172 | 173 | 174 | 175 | 176 | 177 | 178 | 179 |
| 180-as évek | 180 | 181 | 182 | 183 | 184 | 185 | 186 | 187 | 188 | 189 |
| 190-es évek | 190 | 191 | 192 | 193 | 194 | 195 | 196 | 197 | 198 | 199 |
| 200-as évek | 200 | 201 | 202 | 203 | 204 | 205 | 206 | 207 | 208 | 209 |